# ああっ女神さまっ
『ああっ女神さまっ』（ああっめがみさまっ）は、藤島康介による日本の漫画。『月刊アフタヌーン』（講談社）において、1988年11月号（同年9月24日発売）から2014年6月号（同年4月25日発売）まで連載された。全308話。
OVAやテレビアニメ、劇場版としてたびたびアニメ化されている。2009年には第33回講談社漫画賞一般部門を受賞した。2020年6月時点で累計2500万部を突破している。

## 概要
「日常世界に非日常的な存在が現れて活動することにより発生する騒動を描いたラブコメディ」作品で、着想点自体には際立った新奇性は無いものの、日常と北欧神話をベースとした神々や魔族（ただしその存在はどちらかというと、一般に言う所の精霊により近い一方で、人間臭い存在でもあるノルンなど）の絡み方に特筆すべき描写が多く、また徹底したドタバタかと思えば淡い青春物語であったり、SFらしい要素を含んだり、モータースポーツ漫画でもあったりといった多様性も見せる。
原作は長期連載漫画であるが、物語の世界は、時間が少しずつ物語の展開に沿って進んでおり、『サザエさん』のように新学期や季節イベントはあるが時間が1年単位でループしているわけでは無い（大学3年生の時に2年間だけループしていた）。本項の人物説明では、主に「現在（最新巻）の状態」に拠っており、連載初期や登場初期と、やや立場や性格付けが異なる。また、作中世界ではパソコンが主にMS-DOSで動いていたり携帯電話が特に見られなかったり、二足歩行ロボットがまだ開発されていなかったりと、原作開始当初の時代の状況に拠っている。TVアニメ版の作中世界は、ベルダンディーの学生証の生年月日が1985年1月1日であること、二千円札・新500円硬貨（平成13年）・携帯電話が存在するなど、アニメ作品の本放送の時期（2005年前後）となっている（ただし螢一の先輩たちがCDプレイヤーを持っておらず、マーラーが封じられていたCDを「中古レコード屋」に売ったりしている）。また、劇場版に関しては劇中のカレンダーから劇場公開から半年後にあたる2001年前後となっている。

## あらすじ
某県の猫実（ねこみ）市にある猫実工業大学とその周辺が舞台。物語は主人公で（連載開始当初）猫実工大生の森里螢一（もりさとけいいち）が「お助け女神事務所」に間違い電話をかけてしまったことから始まる（螢一は、自分が電話番号を間違えたと思い込んでいるが、実際は螢一を救済するために天上界のシステム「ユグドラシル」の機能が働いたことによる必然である）。
間違い電話に気付いて慌てて電話を切ろうとした螢一だったが、電話先の相手は「今からそちらに伺います」と言い残し、次の瞬間に鏡の中からベルダンディーと名乗る容姿端麗の女神が現れた。いきなりのことだったので螢一は驚きを隠せなかった。女神のベルダンディーは慌てふためく螢一に、如何なるスケールの願いであっても「たった一つだけ」叶えると言う。螢一は、それまで女性と縁が無かったこととベルダンディーの美しさに圧倒され、つい、「君のような女神に、ずっとそばにいてほしい」と言ってしまい、ベルダンディーと共に日常を過ごすことになる。しかし、ベルダンディーと学生寮（男子寮）の同室で暮らすことは学生寮の寮則違反にあたるとされ、2人は寮を追い出されてしまう。
この「たった一つのお願い」は大富豪となることも、世界の滅亡を招くことも正に「お望み次第」だったわけだが、「君のような女神に、ずっとそばにいてほしい」という螢一の願い事は叶えられ、2人（?）は様々な幸運（強制力という神秘的な力）に助けられて、一つ屋根の下に一緒に暮らすこととなる。さらにこの同居生活に干渉するべくベルダンディーの姉で薬マニアのウルドと妹でメカフェチのスクルドも押しかけ、螢一は益々「非常識な日常」を送ることとなった。
ストーリーは、螢一とベルダンディーの交際話はもちろんのこと、螢一が所属する自動車部での出来事や、猫実工大の人々の話、女神の活動範囲の侵食（シェア争い）および封じ込めにやってきた悪魔マーラーとの対決（や交流?とその結果起こる破壊と再生）など、様々なストーリーが同時進行の形で展開していく。

## 用語
契約
神属と人間とが交わす恵の関係。契約には、
1. 天上界のメインシステムであるユグドラシルに選ばれた者の電話が1級神2種非限定免許を持つ女神のもとへつながる。
2. 呼び出しを受けた女神が地上界に降臨。
3. 女神が契約者の願い事（ただしあからさまに悪意のある願いは拒否される、またはそういう願いを言いそうな人の電話はつながらない）を聞き入れ天上界へ送信。
4. ユグドラシルに受理される（1巻のベルダンディーのセリフによると、受理されないこともある 前項参照）。
5. 契約成立

という過程をたどる。本来、契約を終えた女神は天上界へ戻り次の呼び出しに備えるが、螢一の場合「君のような女神に、ずっとそばにいてほしい」と願ったため、螢一と契約したベルダンディーは地上界に留まり共に生活している。そのためベルダンディーは螢一と契約した後に新規の契約を結んでいない。また、きわめて低い確率ではあるが、一度女神と契約した者がふたたびユグドラシルに選ばれほかの女神と契約を結ぶ場合があり、作中ではベルダンディーと既に契約している螢一がペイオースとも契約した事例がある。このほかに魔属が人間や神属と契約を交わす場合もあり、その履行は厳守される。結んだ契約は破棄することも可能。
裁きの門
劇場版に登場する天上界の試練。異なる世界（天上界と地上界など）に住む者同士が愛し合ったとき、この門をくぐらねばならない。2人の心に疑いや偽りがなければ無事潜り抜け、神の祝福を受けることができる。しかしそうでない場合は2人は引き離され、二度と会うことはない。作中で潜り抜けることができたのは螢一とベルダンディーのみである。
ダブレット制
神属と魔属の間で、双方の子供に命の共有の契約をさせ、その契約の記憶を消す制度。神属・魔属いずれかの片方の契約者が死ぬともう一方の契約者も死ぬことになり、さらにその契約者が誰なのか分からなくなる。そのため、うかつに相手方の命を奪うと身内の誰かが同時に命を落とすことにつながる恐れがあり、神属・魔属の双方で殺し合いとならずに済む。しかし、ベルダンディーとこの制度の契約を結んだ魔属のヴェルスパーは彼女の記憶を消したくないと自分に呪いをかけ、子供のままの姿でベルダンディーに逢いに来る。もちろんその行為は禁止されており、ヴェルスパーは罰として黒猫に転生させられた。
この黒猫が転生したヴェルスパーであることを螢一達は知っているが、上記の事情からこの制度下での自分に関する契約の記憶が消されているベルダンディーには知らされていない。
天使 / 使い魔
一般的な神学上で天使はそれ自体が一つの神格を持っているが、本作中の天使は神属と共生関係にある存在として描かれている。このため片方のダメージがもう片方に影響するような形で、しばしば物語上の仕掛けとして扱われる。この関係は相互依存の形でもあり、神属が力を与え、天使がその力を変換しながら女神の役に立とうとするという形態である。
また、魔属に対しては使い魔というほぼ同等の存在（こちらも一般的オカルティズム観とはやや異なる）がいるが、こちらは共生関係という形では無い可能性もヴェルスパーのセリフ上に見られ、むしろ魔族に対する使い魔は隷属状態にあり使う時だけ力を与えて使役するだけの存在のようだ。
ヴェルスパーに付いた使い魔は、ヴェルスパーに付く以前の時期にベルダンディーによって天使化した経験を持ちふたたび使い魔となった後も神属と天使の関係を自分なりに真似ようとしていたが、いささか誤解もあり、かなり珍妙な有様になっていた。
天使も使い魔も基本的にはセリフは無く、表情や行動で感情を表現しているが、共生相手には心像（イメージ）を見せることができる模様で、「言葉は無くてもお互いに意志が通じ合う」という様子が、作中に頻繁に見られる。
猪倉台サーキット
猫実工業大学本校舎と同大学猪倉台校舎を結ぶ全長約6kmの市道を指す。
一般道であるにもかかわらず同校の学生以外の利用者が少なく、時々学生によるレース（本来は違法）が行われるためにこの呼び名がついている。
特に猪倉台校舎で航空力学の講義があるときは、その定員の少なさと先着順という受講規定により、半ば公然と受講希望者によるレースが行われる。
また、単に「峠」とも呼ばれ、前半はヒルクライム、後半はダウンヒルのコースとなっている。
女神
原義ではその名の通り女性の神だが本作では役職としての意味合いで描かれる場面が多い。
地上界にいる際には自然の力に依存しておりエネルギー変換は自然の精によって行われている。外見は地上界の人間とよく似ていて、顔に紋章があるのが大きな特徴であり、生活様式も人間と類似している。
食事もできるがユグドラシルからエネルギーの供給を受け活動しているため基本的には必要とはされていない（ベルダンディーの紅茶のように嗜好品として好んでいる描写はある。また、小説版でベルダンディーが「食べないのに食べるのは食物に失礼だ」と述べている）。ただし、ベルダンディーについては、螢一の弁当や食事、大福などの菓子を作ることがあり、地上界の人間の味覚や食事について習熟していると思われる。
時を司る三姉妹はユグドラシルからの供給が途絶えた際の、それぞれ決まった補完エネルギー源を持つ(ウルドは清酒などの酒類。ベルダンディーは食物ではなく睡眠をとること。スクルドはアイスクリーム。その他の神属については明確な描写はない）。
天上界から地上界への移動の際には、三姉妹はそれぞれ異なった物（地上にあるもの）を介して降臨した。ベルダンディーが鏡・ウルドがブラウン管・スクルドが水（水面）など。いずれも初登場時。この手段は、天上界へ帰る場合や地上の任意地点間でも使用可。
高次元の存在のため、本来地上の人間には見えない姿を見えるように原子の再構成をし続けている。また、通常の人間に比べはるかに老化が遅く寿命も長い（作中でのペイオースやTVアニメ版でのベルダンディーの発言からベルダンディーたちは少なくとも螢一たちより年上であると推測される）らしい。
病気にかかる（Chapt.14での回想）こともある他、まれにウイルス（生物学上のウイルスのほか、いわゆるコンピュータウイルスにも）に感染することがあり、その場合は大きな処置が必要となる（劇場版の展開から）。
各々の人格は元から設定されているシステムを下敷きとしてそこから上書きされている（ただし、その明確な描写や説明はない）。
高次元の存在ではあるが痛覚は存在する（OVA第二巻で沙夜子から平手打ちを受けた際にはベルダンディーの頬が腫れ上がり、スクルドも自転車から転倒した際に痛がっている）。地上の現象が肉体的に影響がないわけではなく、意図せず川に落ちてしまった時など濡れてしまうこともある。
天上界
女神などの神属が住む国で空の上にあるのではなく高次元に存在している。比較的自然環境に恵まれている。地上界に比べ建築物が少なく、その一方でユグドラシルのようなハイテクな機械を作り出している。人口的には女性の割合が多く男性も美形が多い様子。
魔界
魔属が住む国。自然に恵まれた天上界とは違い空は曇っており都会的なビルが立ち並んでいる。
法術（プログラム）
いわゆる魔法というべきものでありユグドラシルから女神たちに送信されるデータ。種類や効果などは様々だが中には女神に身体的な影響をおよぼす物もある。それぞれ得意な分野が異なっており実行コードも定められている（ウルドは薬、スクルドは機械など）。
短縮法術コマンド
女神が歌っているがこれは複数の法術を組み合わせたプログラム。歌といっても言葉でなく音程で合わせておりこれを少しでも外すことは許されないと言われている。
高速言語
一音で5000語の意味を持つと言われているいわゆるアセンブラ。法術を唱える際に使用。言語自体は人間の耳でも聞き取れるが非常に耳障りとなる。原作ではあまり使用されていないがTVアニメ版では頻繁に使用されている。
ユグドラシル
天上界にある巨大な大木であるが定義としては巨大なホストコンピュータで女神たちはいわば端末に当たる。地上に生存するためのエネルギーもここから送られている。エネルギーの供給量が過剰になると擬似的だがベルダンディーは睡眠に陥る。また、ユグドラシルからの供給が無くなると地上の女神のシステムに狂いが生じ不安定になる。女神のシステムの全てを司る存在でもあり本体であるに等しい。法術もここから発せられる。帰還命令や免許停止の有無もここから発せられそれに逆らうことはできない。ここでは女神の大体の行動が記録されるが全てのことが把握されるものではない。木自体は下層階級のオペレーターが管理しておりウルドも登場当初はこの木の管理者を務めていた。
ニドヘヴ
魔界に存在するユグドラシルの類似物。詳細は不明。
最高法術院
ペイオースが幼児の姿となった際に訪れた天上界最高の機関。
強制送還
システムに何らかの問題があった時に地上界の女神をゲートで強制的に天上界に帰す術。作中ではウルド（原作で）とベルダンディー（OVAで）のみが強制送還の対象になりかけたが、ウルドは「対マーラーを口実とした結界」を用いてゲートを破壊することにより、ベルダンディーは姉妹たちが魔法陣を張ることによりゲートの機能を止め、これを逃れている。
他力本願寺
森里螢一とベルダンディーなどの女神が暮らす宗派不明の寺院。通称、森里屋敷。
寮を追い出され住むところを探していた2人が雨宿りに訪れた際に寺の住職が泊めたが、ベルダンディーを自分より徳の高い尼僧と勘違いした住職がインドへ修行の旅に出ていってしまい（原作ではそのまま戻ってこない。TVアニメでは第2期に二度寺に戻っているがほどなくまた修行の旅に出ている）、さらに寺のことを任せて行ってしまったためそのまま螢一達が暮らすようになる。
魔属との戦闘やウルド、スクルドらのちょっとした日常的な小競り合いなどで頻繁に全壊および半壊するが、そのたびに法術で修復されている。

### 種族
神属
紋章◆ ▼ ◎ ∵
神を主体とする神の国の種族。使用する術は法術で攻撃というより支援型の魔法である。容姿に関しては個人差があるものの基本的には美形が多く目の色素が薄い。男性は長身で髪の色が黒く瞳も黒色が多い。性格も基本的に穏やかだが戦闘部所属のワルキューレを務める女神に関しては魔属に対して強い敵対心を持ちやや攻撃的である。階級がそれぞれあり役目も異なる。元来はプラズマまたは幽体のような存在（いわばプログラム）であるらしく、あくまでもエネルギーを実体化した存在であるため体内は空洞となっており臓器などの器官を持たない（劇場版でベルダンディーのワクチン投与シーンおよび、原作での泉の女神が幽閉される場面より）。ただし、粒子状態であっても感情や意志は存在する（劇場版のセレスティンの描写から）この仕組みは魔属も同様の可能性がある。子孫を残す方法に関しては、作中で具体的な描写がなされていない（神属・魔属・人間とも）。
魔属
紋章★
ヒルドを長とする魔界の種族。使う術は魔術で攻撃用が多い。瞳の色は赤色の比率が高めで目はつり目が多く髪の色は金髪が多い。容姿では美醜の差が著しい者もいる。悪魔だけあって毒舌な者が多く他人を見下す傾向がある。
マシンナーズ
異界の機械生命体で外見は完全な機械だが一応生物ではあるらしい。法術が効きにくい体質を持つ。原作と小説版のみに登場。
ローレライ
水の精であり年に一度お見合いのような儀式をする。性格は神属同様に穏やか。女性は耳が長いエルフのような外見だが男性は屈強な体格を持つ者が多い。身体が水素で構成されている。

## 作品舞台のモデル
「猫実」という地名は千葉県浦安市に猫実（ねこざね）という名で実在し、千葉県習志野市には実籾（みもみ）という地名が実在している。また、習志野市には、千葉工業大学の津田沼校地、日本大学生産工学部の津田沼キャンパスなどが所在している。
原作コミックスにて「猫実工業大学」として描かれているキャンパスは、「早稲田大学理工学部」ならびに周辺の風景が描かれている（コンクリートの筋交いをデザインに用いている「51号館」の他、同大学同学部校舎に隣接している「新宿区立スポーツセンター」の姿も見られる）。アニメ版では「中央大学多摩キャンパス」を彷彿とさせるシーンが登場しているほか、港や海浜公園などに山下公園や横浜マリンタワー・横浜ベイブリッジなど横浜市の風景が散見される。劇場版では大学に通学する際に西武新2000系に似た車両に乗車し鉄橋を渡っているシーンが登場しているが、実際の西武鉄道の主要路線には大きな鉄橋はない。また、TVアニメ版でも西武鉄道の配色に似た黄色の車両が登場している。
原作コミックス版にて「猫実臨海水族館」として描かれている建物は、学校法人桐蔭学園の「鵜川メモリアルホール」と呼ばれる多目的ホールの外観を模している。
TVアニメ版 第2期（『ああっ女神さまっそれぞれの翼』）の第22話で描かれている高校の校舎は北海道釧路北陽高等学校校舎である。

## 書誌情報
特記のない限り講談社からの発行。

### 単行本
- 藤島康介 『ああっ女神さまっ』〈アフタヌーンKC〉、全48巻
  1. 1989年8月23日初版発行、ISBN 4-06-321009-X
  2. 1990年3月23日初版発行、ISBN 4-06-321013-8
  3. 1990年9月22日初版発行、ISBN 4-06-321017-0
  4. 1991年5月23日初版発行、ISBN 4-06-321021-9
  5. 1991年10月23日初版発行、ISBN 4-06-321023-5
  6. 1992年4月23日初版発行、ISBN 4-06-321025-1
  7. 1992年10月23日初版発行、ISBN 4-06-321028-6
  8. 1993年3月23日初版発行、ISBN 4-06-321030-8
  9. 1993年11月22日初版発行、ISBN 4-06-321037-5
  10. 1994年5月23日初版発行、ISBN 4-06-321040-5
  11. 1994年10月21日初版発行、ISBN 4-06-321044-8
  12. 1995年6月23日初版発行、ISBN 4-06-321049-9
  13. 1996年4月23日初版発行、ISBN 4-06-321057-X
  14. 1997年4月23日初版発行、ISBN 4-06-321067-7
  15. 1997年9月22日初版発行、ISBN 4-06-321074-X
  16. 1997年11月21日初版発行、ISBN 4-06-321076-6
  17. 1998年9月22日初版発行、ISBN 4-06-321091-X
  18. 1998年11月20日初版発行、ISBN 4-06-321093-6
  19. 1999年9月22日初版発行、ISBN 4-06-314219-1
  20. 1999年11月22日初版発行、ISBN 4-06-314222-1
  21. 2000年5月22日初版発行、ISBN 4-06-321114-2
  22. 2000年10月23日初版発行、ISBN 4-06-321118-5
  23. 2001年10月23日初版発行、ISBN 4-06-321129-0
  24. 2002年5月23日初版発行、ISBN 4-06-321136-3
  25. 2002年11月15日初版発行、ISBN 4-06-321142-8
  26. 2003年6月23日初版発行、ISBN 4-06-321150-9
  27. 2003年11月21日初版発行、ISBN 4-06-321154-1
  28. 2004年3月23日初版発行、ISBN 4-06-321158-4
  29. 2004年9月6日初版発行、ISBN 4-06-321163-0
  30. 2004年11月22日初版発行、ISBN 4-06-321166-5
  31. 2005年9月21日初版発行、ISBN 4-06-321169-X
  32. 2005年11月22日初版発行、ISBN 4-06-321173-8
  33. 2006年7月21日初版発行、ISBN 4-06-321177-0
  34. 2006年11月22日初版発行、ISBN 4-06-321180-0
  35. 2007年6月22日初版発行、ISBN 978-4-06-321185-6
  36. 2007年12月21日初版発行、ISBN 978-4-06-321186-3
  37. 2008年7月23日初版発行、ISBN 978-4-06-321188-7
  38. 2008年12月22日初版発行、ISBN 978-4-06-321190-0
  39. 2009年7月23日初版発行、ISBN 978-4-06-321191-7
  40. 2009年11月20日初版発行、ISBN 978-4-06-321193-1
  41. 2010年7月23日初版発行、ISBN 978-4-06-321194-8
  42. 2011年2月23日初版発行、ISBN 978-4-06-321195-5
    - 「限定版」同日初版発行、ISBN 978-4-06-358336-6

  43. 2011年9月23日初版発行、ISBN 978-4-06-310774-6
    - 「限定版」同日初版発行、ISBN 978-4-06-358346-5

  44. 2012年4月23日初版発行、ISBN 978-4-06-321197-9
  45. 2012年11月22日初版発行、ISBN 978-4-06-321198-6
  46. 2013年8月23日初版発行、ISBN 978-4-06-321199-3
    - 「限定版」同日初版発行、ISBN 978-4-06-358436-3

  47. 2014年3月20日初版発行、ISBN 978-4-06-321201-3
  48. 2014年7月23日初版発行、ISBN 978-4-06-321202-0
    - 「限定版」同日初版発行、ISBN 978-4-06-358706-7

### 完全版
月刊アフタヌーンのカラーページを全てカラーで、A5判サイズで再編集。通常版とフィギュア付属の限定版がある。
- 藤島康介 『ああっ女神さまっ COMPLETE<通常版>』〈KCデラックス〉、全3巻
  1. 2005年1月21日発売[4]、ISBN 4-06-334927-6
  2. 2005年3月23日発売[5]、ISBN 4-06-334970-5
  3. 2005年4月22日発売[6]、ISBN 4-06-334980-2
- 藤島康介 『ああっ女神さまっ COMPLETE<限定版>』〈プレミアムKC〉、全3巻
  1. 2005年1月21日発売[7]、ISBN 4-06-362038-7
  2. 2005年3月23日発売[8]、ISBN 4-06-362039-5
  3. 2005年4月22日発売[9]、ISBN 4-06-362041-7

### 外伝
- 藤島康介 『ああっ女神さまっ 小っちゃいって事は便利だねっ』1996年10月21日発売[10]、ISBN 4-06-330025-0

### テーマ別短編集
- 藤島康介 『ああっ女神さまっ いいとこどりシリーズ』〈KCデラックス〉、全3巻
  1. 「登場編」2005年6月23日発売[11]、ISBN 4-06-372045-4
  2. 「恋愛編」2005年7月22日発売[12]、ISBN 4-06-372046-2
  3. 「マシン編」2005年8月23日発売[13]、ISBN 4-06-372052-7

### バイリンガル・コミックス
- 藤島康介 『ああっ女神さまっ』 講談社インターナショナル〈講談社バイリンガル・コミックス〉、全5巻
  1. 2001年9月14日、ISBN 4-7700-2861-X
  2. 2001年10月19日、ISBN 4-7700-2862-8
  3. 2001年11月16日、ISBN 4-7700-2863-6
  4. 2001年12月7日、ISBN 4-7700-2864-4
  5. 2002年1月11日、ISBN 4-7700-2865-2

### アニメコミックス
- 『ああっ女神さまっ』〈アニメKC・アフタヌーン〉、全5巻
  1. 1993年9月22日、ISBN 4-06-310201-7
  2. 1994年4月23日、ISBN 4-06-310202-5
  3. 1995年1月23日、ISBN 4-06-310203-3
  4. 1995年5月23日、ISBN 4-06-310204-1
  5. 1996年3月22日、ISBN 4-06-310205-X
- 『劇場版ああっ女神さまっ』 〈アニメKC・アフタヌーン〉、全3巻
  1. 2001年3月23日、ISBN 4-06-310132-0
  2. 2001年5月23日、ISBN 4-06-310135-5
  3. 2001年7月23日、ISBN 4-06-310137-1

### イラスト集
- 『ああっ女神さまっ ポストカード・ブック』
  1. 1995年9月14日発売[14]、ISBN 4-06-330004-8
  2. 2002年2月14日発売[15]、ISBN 4-06-330156-7
- 『ああっ女神さまっ 実在の証明』2000年10月16日発売[16]、ISBN 978-4-06-334348-9
- 『ああっ女神さまっ COLOURS』〈KCデラックス〉、2001年2月20日発売[17]、ISBN 4-06-334379-0

### 小説
- 冬馬由美（著）・藤島康介（原作・監修） 『ああっ女神さまっ 初終 -First End-』 〈アフタヌーンノベルス〉、2006年7月20日、ISBN 4-06-347003-2
  - カバーイラスト：藤島康介 本文イラスト：松原秀典
  - OVA版からウルド役を演じる冬馬由美が書いた小説版。
  - 冬馬なりに考える本作の物語の終焉と新たな始まりが描かれる。
  - TVアニメ第2期の公式サイトで2006年8月18日から上記の小説の外伝「夢みる翼」が掲載された[18]。ユグドラシル復旧後の天上界の人物の日常と小説の後日談を準1級神フレイアの視点から描く。

### 公式アンソロジー
- 『おかわりっ!! めがみさまっ!! 『ああっ女神さまっ』公式アンソロジー』 〈アフタヌーンKC〉、2013年8月23日発売[19]、ISBN 978-4-06-387915-5
  - 執筆者：大暮維人、羽海野チカ、CLAMP、天野こずえ、遠藤海成、高田明美、曽田正人、いとうのいぢ、ソウマトウ、赤人義一、遠藤沖人、異識、にんげん、ナイロン、熊倉隆敏、柏原麻実、犬、綾峰欄人、竹内元紀、ミナトサキ、nino、川原礫、忍アラズ、鈴本テツヤ、坂上空、和田依子、ほしのふうた、北条晶、寺田にゃんこふ、明治カナ子、宮崎摩耶、丹羽庭、落合ニッキ

### オフィシャルガイドブック
- 『ああっ女神さまっ-THE FIELD OF GODDESS-』〈KCデラックス〉、2002年10月9日発売[20]、ISBN 4-06-334569-6 - 劇場版のムック本
- 藤島康介（監修） 『ああっ女神さまっ COLLECTION』〈KCデラックス〉、2004年9月4日発売[21]、ISBN 4-06-334914-4

### スピンオフ
『ああっ就活の女神さまっ』のタイトルで、『月刊アフタヌーン』（講談社）において2019年から2021年12月号まで連載。全34話。ベルダンディーが就職活動に挑戦する様子を描く。
- 青木U平（原作）・よしづきくみち（漫画） 『ああっ就活の女神さまっ』 〈アフタヌーンKC〉、全5巻
  1. 2019年9月20日発売[22]、ISBN 978-4-06-516975-9
  2. 2020年6月23日発売[23]、ISBN 978-4-06-519751-6
  3. 2021年2月22日発売[24]、ISBN 978-4-06-522255-3
  4. 2021年8月23日発売[25]、ISBN 978-4-06-524382-4
  5. 2022年1月21日発売[26]、ISBN 978-4-06-526543-7

## アニメ
これまで、何度か形を変えてアニメ化されているが、メインキャラクターはOVA版以降ほとんど変更されることなく、一貫して同じ声優が担当し続けている。ただし舞台設定はTVシリーズ開始に伴い、一旦リセットされている。アニメ作品の路線や作風はOVA発売時、またはTVアニメの本放送時の原作の作風に沿っている。

### OVA
1993年から1994年にかけて全5巻が制作・発売された。第5話は原作の最終回として想定したストーリーと原作者本人が語っている。また、アメリカで発売されたレーザーディスク版は両面で完全英語版と完全日本語版の全く同じものが収録されている（ただし、日本語版のオープニングとエンディングのスタッフロールなどのキャプションは日本版と異なる）。

#### スタッフ（OVA）
- 監督 - 合田浩章
- 脚本 - 長谷川菜穂子
- キャラクターデザイン - 松原秀典
- 美術監督・設定 - 加藤浩
- 撮影監督 - 小西一廣
- 音響監督 - 山田智明
- 音響プロデューサー - 中野徹
- 音響制作 - HALF H・P
- 音楽 - 安田毅
- 音楽プロデューサー - 須賀正人
- 音楽制作 - ポニーキャニオン
- タイトル - マキ・プロ
- 現像 - IMAGICA
- プロデューサー - 新藤征夫→水尾芳正、滝本裕雄、浅賀孝郎、三浦亨
- アニメーション制作 - AIC
- 製作・発売 - 講談社、TBS、ケイエスエス

#### 主題歌（OVA）
「My Heart 言い出せない、Your Heart 確かめたい」
GODDESS FAMILY CLUBによるオープニングテーマ。作詞は長谷川空、作曲・編曲は安田毅による。
「Congratulations!」
GODDESS FAMILY CLUBによるエンディングテーマ。作詞・作曲・編曲はオープニングテーマと同じ。

#### 各巻リスト
| 巻数 | サブタイトル                  | 発売日         | 脚本         | 絵コンテ       | 演出           | 作画監督                     | 総作画監督 |
| ---- | ----------------------------- | -------------- | ------------ | -------------- | -------------- | ---------------------------- | ---------- |
| 1    | MOONLIGHT AND CHERRY BLOSSOMS | 1993年2月21日  | 長谷川菜穂子 | 合田浩章       | -              | 松原秀典、北島信幸           | -          |
| 2    | MIDSUMMER NIGHT'S DREAM       | 1993年5月21日  | 長谷川菜穂子 | ますなりこうじ | ますなりこうじ | 北島信幸、大橋誉志光         | 本田雄     |
| 3    | BURNING HEARTS ON THE ROAD    | 1993年9月21日  | 長谷川菜穂子 | 井出安軌       | 井出安軌       | 北島信幸、西井正典           | 松原秀典   |
| 4    | EVER GREEN HOLYNIGHT          | 1993年12月28日 | 長谷川菜穂子 | 合田浩章       | ますなりこうじ | 北島信幸、西井正典、小倉陳利 | 松原秀典   |
| 5    | FOR THE LOVE OF GODDESS       | 1994年5月17日  | 長谷川菜穂子 | 藤島康介       | 井出安軌       | 合田浩章                     | 松原秀典   |

### ああっ女神さまっ 小っちゃいって事は便利だねっ
1998年4月6日 - 1999年3月29日に、WOWOWのアニメコンプレックス枠内で全48話が放送された。2007年12月7日からTOKYO MXにてセレクション放送（地上波初放送）。キッズステーションでも放送されている。
この作品はコミックに掲載されていた外伝的なもので、ウルド、スクルド、岩ちゃんをメインに据えて描かれているため、ベルダンディーは脇役に回ることが多く、螢一は声のみの登場である。また、2クール目（第25話）からはマーラーも登場する。ナレーションは『奥さまは魔女』で有名な中村正である。
第1-13話ではベルダンディー役の井上喜久子が産休を取っており、岡村明美が代役を務めた。また、放送当時はまだセルアニメが多かったことに対し、同作では全編がデジタルアニメで制作されているのも特徴である。
OVAまでのスタッフは劇場版の制作に関わっていたためアニメの制作会社が同作のみ異なり路線も違う異色作となっている。

#### スタッフ（外伝）
- 監督 - 松村康弘
- キャラクターデザイン・シリーズ作監 - 数井浩子
- チーフライター - 米村正二
- チーフ演出 - 須藤典彦
- 色彩設定 - 大関たつ枝
- 美術監督 - 小林七郎
- CGディレクター - 水谷貴哉
- 編集 - 山森康之
- タイトル - マキ・プロ
- 現像 - IMAGICA
- 音楽 - 村山達哉
- 音楽制作 - ポニーキャニオン
- 音響監督 - 渡辺淳
- 音響プロデューサー - 中野徹、中村明子
- 音響制作・録音スタジオ - HALF H・P STUDIO
- 制作担当 - 小板橋司
- アニメーション制作 - OLM TEAM KOITABASHI
- プロデューサー - 堀口聖一、中村伸一、神田修吉
- 製作 - 講談社、ポニーキャニオン

#### 主題歌（外伝）
「デンワしてダーリン」（第1話 - 24話、27話）
石井ゆきによるエンディングテーマ。作詞は森若香織、作曲は太田美知彦、編曲はキハラ龍太郎による。第16話、27話のみ他と演出が異なる。出演声優陣が歌うバージョンも存在する。
「×××（Kiss Kiss Kiss）」（第25話 - 26話、28話 - 43話、45話 - 48話）
SPLASHによるエンディングテーマ。作詞は山本秀幸、作曲・編曲は馬飼野康二による。第44話は特殊EDのため不使用。

#### 各話リスト（外伝）
| 話数 | サブタイトル                                                                                        | 脚本       | 絵コンテ     | 演出         | 作画監督         |
| ---- | --------------------------------------------------------------------------------------------------- | ---------- | ------------ | ------------ | ---------------- |
| 1    | 占いしようよっ                                                                                      | 北条千夏   | 毛利和昭     | 松村康弘     | 志田ただし       |
| 2    | 屋根裏の秘宝・前編                                                                                  | 米村正二   | 井硲清高     | 松村康弘     | 志田ただし       |
| 3    | 屋根裏の秘宝・後編                                                                                  | 米村正二   | 井硲清高     | 松村康弘     | 志田ただし       |
| 4    | 空を飛ぼうよっ                                                                                      | 冨岡淳広   | 仙北寛       | 松村康弘     | 志田ただし       |
| 5    | 宇宙を翔ぼうよっ                                                                                    | 冨岡淳広   | 仙北寛       | 山本泰一郎   | 赤尾良太郎       |
| 6    | スリムでGO!                                                                                         | 藤田伸三   | 仙北寛       | 笠井賢一     | 佐々木文雄       |
| 7    | 大怪獣ガビラ・誕生篇                                                                                | 藤田伸三   | 毛利和昭     | 笠井賢一     | 杉本道明         |
| 8    | 大怪獣ガビラ・決戦篇                                                                                | 藤田伸三   | 毛利和昭     | 小川浩司     | 宍戸久美子       |
| 9    | 〜誰が為に鐘は鳴る〜 缶詰の謎…?                                                                     | 米村正二   | 笠井賢一     | 笠井賢一     | 杉本道明         |
| 10   | 〜誰が為に鐘は鳴る〜 ダイヤの秘密                                                                   | 冨岡淳広   | 山本泰一郎   | 山本泰一郎   | 赤尾良太郎       |
| 11   | 大怪獣ガビラ・逆襲篇                                                                                | 藤田伸三   | 毛利和昭     | 小川浩司     | 松岡秀明         |
| 12   | 野球やろうぜっ                                                                                      | 米村正二   | 仙北寛       | 笠井賢一     | 松岡秀明         |
| 13   | ウルドの子守日記                                                                                    | 米村正二   | 森田宏幸     | 松村康弘     | 松岡秀明         |
| 14   | プロポーズ大作戦ですだ                                                                              | 北条千夏   | 仙北寛       | 松村康弘     | 仙北寛           |
| 15   | 新婚さんいらっしゃい!! ですだ                                                                       | 北条千夏   | 仙北寛       | 山本泰一郎   | 赤尾良太郎       |
| 16   | デンワしてダーリンっ                                                                                | 藤田伸三   | 村田和也     | 小川浩司     | 佐々木文雄       |
| 17   | 大雪原SOS・前編                                                                                     | 米村正二   | 仙北寛       | 笠井賢一     | 杉本道明         |
| 18   | 大雪原SOS・後編                                                                                     | 米村正二   | 仙北寛       | 笠井賢一     | 佐々木文雄       |
| 19   | キッチンファイター                                                                                  | 米村正二   | 笠井賢一     | 笠井賢一     | 杉本道明         |
| 20   | 岩ちゃんの華麗なる日々                                                                              | 冨岡淳広   | 仙北寛       | 山本泰一郎   | 赤尾良太郎       |
| 21   | ああっ仏さまっ                                                                                      | 冨岡淳広   | 仙北寛       | 小川浩司     | 松岡秀明         |
| 22   | 岩ちゃんの骨まで愛して                                                                              | 北条千夏   | 仙北寛       | 鈴木敏明     | 佐々木文雄       |
| 23   | バンドやろうぜ A面                                                                                  | 米村正二   | 山本泰一郎   | 鈴木敏明     | 仙北寛           |
| 24   | バンドやろうぜ B面                                                                                  | 米村正二   | 山本泰一郎   | 鈴木敏明     | 赤尾良太郎       |
| 25   | チュウ・ハード岩ちゃん絶体絶命                                                                      | 藤田伸三   | 松村康弘     | 村田和也     | 山田俊也         |
| 26   | チュウ・ハード2 魔王降臨                                                                            | 藤田伸三   | 松村康弘     | 小川浩司     | Yamamoto Hiroshi |
| 27   | ウルドでPON!                                                                                        | 藤田伸三   | 仙北寛       | 鈴木敏明     | 赤尾良太郎       |
| 28   | RainyDay                                                                                            | 米村正二   | 高橋ナオヒト | 高橋ナオヒト | 澤田正人         |
| 29   | 夢で逢いましょう                                                                                    | 米村正二   | 村田和也     | 鈴木敏明     | 中田雅夫         |
| 30   | 月曜ワイドサスペンス劇場 女名探偵スクルドの事件簿(1) 盗まれた三つの秘宝の謎 湯煙に隠された危険な罠! | 藤田伸三   | 仙北寛       | 小川浩司     | 松岡秀明         |
| 31   | 女神 愛の劇場 女神の剣                                                                              | 米村正二   | 高橋ナオヒト | 村田和也     | 馬越嘉彦         |
| 32   | こちら他力本願寺内 すぐやる課                                                                       | 冨岡淳広   | 仙北寛       | 小川浩司     | 米山浩平         |
| 33   | 釣りバス日誌                                                                                        | 田中哲生   | 古橋一浩     | 須藤典彦     | 赤尾良太郎       |
| 34   | 我に僕を                                                                                            | 藤田伸三   | 小川浩司     | 小川浩司     | 仙北寛           |
| 35   | 忍びのオキテ・上の巻                                                                                | 藤田伸三   | 井硲清高     | 鈴木敏明     | 佐々木文雄       |
| 36   | 忍びのオキテ・下の巻                                                                                | 藤田伸三   | 井硲清高     | 鈴木敏明     | 高橋英吉         |
| 37   | ウルドVSウルド                                                                                      | 横手美智子 | 古橋一浩     | 小川浩司     | 中田雅夫         |
| 38   | 岩ちゃん選挙に立つ・立志編                                                                          | 冨岡淳広   | 村田和也     | 須藤典彦     | 山田俊也         |
| 39   | 岩ちゃん選挙に立つ・風雲編                                                                          | 冨岡淳広   | 村田和也     | 須藤典彦     | 松岡秀明         |
| 40   | ウルド究極ダイエット                                                                                | 横手美智子 | 古橋一浩     | 小川浩司     | 佐々木文雄       |
| 41   | ハッピーバースディ岩ちゃん                                                                          | 北条千夏   | 笠井賢一     | 小川浩司     | 仙北寛           |
| 42   | ああっ平凡な大学生っ                                                                                | 冨岡淳広   | 仙北寛       | 須藤典彦     | 赤尾良太郎       |
| 43   | こんな事もあるんだねっ                                                                              | 藤田伸三   | 村田和也     | 須藤典彦     | 田口広一         |
| 44   | 機関車岩ちゃん                                                                                      | 田中哲生   | 古橋一浩     | 須藤典彦     | 赤尾良太郎       |
| 45   | 味噌の壺                                                                                            | 田中哲生   | 古橋一浩     | 小川浩司     | 高橋英吉         |
| 46   | DX人生すごろく★衛星編                                                                               | 横手美智子 | 古橋一浩     | 須藤典彦     | 佐々木文雄       |
| 47   | きらめきメモリアル                                                                                  | 北条千夏   | 村田和也     | 須藤典彦     | 松岡秀明         |
| 48   | これからどうなるのっ                                                                                | 横手美智子 | 仙北寛       | 須藤典彦     | 仙北寛           |

#### 放送局（外伝）
| 放送地域 | 放送局   | 放送期間                     | 放送日時           | 放送系列 |
| -------- | -------- | ---------------------------- | ------------------ | -------- |
| 日本全域 | WOWOW    | 1998年4月6日 - 1999年3月29日 |                    | BS放送   |
| 東京都   | TOKYO MX | 2007年12月7日 - 12月28日     | 金曜 18:30 - 19:00 | 独立局   |

### 劇場版
2000年10月21日、松竹洋画系で劇場公開された。興行収入は1.5億円。
同時上映：『エクスドライバー Clip』

#### スタッフ（映画）
- 監督 - 合田浩章
- 演出 - 別所誠人
- キャラクターデザイン・総作画監督 - 松原秀典
- メカニックデザイン - 村田俊治
- ビジュアルコンセプトデザイン - 竹内敦志
- デザインワークス - 寺岡賢司
- 脚本 - 横手美智子、富沢義彦
- 絵コンテ - 合田浩章、松原秀典
- 作画監督 - 北島信幸、村田俊治、奥田淳、河野悦隆、高橋しんや、恩田尚之、結城信輝、村木靖
- 美術監督 - 吉原俊一郎
- 美術設定 - 加藤浩、平澤晃弘
- 色彩設計 - 品地奈々絵
- 撮影監督 - 白井久男
- 音楽 - 浜口史郎
- 音響監督 - 岩浪美和
- タイトル - マキ・プロ
- 現像 - IMAGICA、東京現像所
- プロデューサー - 吉田剛、堀口聖一、渡辺欽哉
- 共同プロデューサー - 広岡茂、福山亮一、山下いづみ、小松賢志、保戸塚哲也、堂下律明、石灘賢、小林敬宜、高橋淳子
- アニメーション制作 - AIC
- 製作 - 「ああっ女神さまっ」映画製作委員会（講談社、電通、ポニーキャニオン、日本出版販売、セガ・エンタープライゼス、ムービック、アニメインターナショナルカンパニー、松竹）

#### 主題歌（映画）
「Try To Wish 〜キミに必要なもの〜」
西端さおりによる主題歌。作詞は高柳恋、作曲は植松伸夫、編曲は井上日徳による。
「追想〜nostalgia〜」
ベルダンディーを演じる井上喜久子による挿入歌。作詞は貴三優大、作曲・編曲は浜口史郎による。
「恋のレッスン3」
長谷川空を演じる大谷育江による挿入歌。作詞は貴三優大、作曲は植松伸夫、編曲は多田彰文による。
「Coro di dea」
三女神を演じる井上喜久子、冬馬由美、久川綾による挿入歌。合田浩章による原詞を山下太郎がラテン語訳したもの。作曲は浜口史郎、コーラスはWarsaw Chorusによる。

### TVシリーズ
ああっ女神さまっ（第1期）
2005年1月より地上波のTBSとHBC、CSデジタルのTBSチャンネルとキッズステーション、BSデジタルのBS-iで全24話が順次放送された。また、キッズステーション以外では12話と13話の間に総集編が放送された。この総集編と第2期終了後にSP版としてTBSでのみ放送された第25話・第26話はDVD最終巻に収録されている。
画面アスペクト比16:9 で製作されているが、BS-i以外の放送では画面の左右がカットされている。
ストーリー展開はオリジナル部分もあるものの基本的に原作に沿った内容になっている。原作の1巻から6巻あたりまでがアニメ化された。
オープニングにはニンジャマスターが登場しているが本編には登場しない（第2期に登場）。
メインキャラクターの声優はOVA版と同じである。
同作は劇場版より5年振り（OVA版からは11年ぶりに）に本作のアニメ作品のメインスタッフが集結した作品である。
ああっ女神さまっ それぞれの翼（第2期）
2006年4月より、TBS・毎日放送（MBS）・BS-iで放送された。番組タイトル副題の『それぞれの翼』は藤島康介の命名による。TVシリーズとしては「アースお助けセンター」のペイオース、大魔界長のヒルドが初めて登場する。
後期エンディングにはシーグル、森里桂馬、森里鷹乃が描かれているが本編には登場しない（森里桂馬は第22話にストーリーには直接関わらない形でワンシーンのみ登場する）。
第1期同様に画面サイズ16:9 で製作されているが、BS-i以外の放送では画面の左右がカットされている。
ああっ女神さまっ 闘う翼（特別編）
2007年12月8日に『20th Anniversary ああっ女神さまっ 闘う翼』がTBSおよびBS-iで放送。本作品連載開始20周年記念企画と銘打っている。2006年4月から9月までに放送されたTVアニメ第2期『それぞれの翼』のその後の話となっており、同作は2話完結の前後編として綴られている。原作は天使喰らい編。戦闘部の女神・リンドを中心に物話を繰り広げる。天使を喰われたウルド、ペイオース、そしてベルダンディーを救うため、螢一、スクルド、リンドは、魔属のヒルド達と対立する。コミックス第24巻から第26巻のストーリーが描かれた。同作は神属と魔属との戦いを中心としているため、螢一以外の地上界の人物は登場しないが、エンディングの映像にはそれまでの主な登場人物達が描かれている。

#### スタッフ（TVシリーズ）
- 監督 - 合田浩章
- シリーズ構成 - 合田浩章、渡辺陽
- キャラクターデザイン - 松原秀典
- 総作画監督（第1期のみ） - 松原秀典
- メカニックデザイン - 村田峻治（第1期・第2期のみ）
- 美術監督 - 加藤浩
- 色彩設計 - 松山愛子
- コンポジットディレクター（撮影監督） - 中島秀剛（第1期・第2期）→加藤友宜（特別編）
- 編集 - 右山章太
- 音楽 - 浜口史郎
- 音響監督 - 岩浪美和
- プロデューサー
  - 第1期：高野貴志、上山公一、金庭こず恵、古神子広一、福家日左夫
  - 第2期：高野貴志、上山公一、関戸雄一、古神子広一、福家日左夫
  - 特別編：田中豪、及川陽子、金庭こず恵、寺田千秋
- アニメーション制作 - AIC
- 製作協力 - バンダイビジュアル、講談社、ムービック（第1期・特別編）、ジェネオンエンタテインメント（第2期）、メモリーテック
- 製作 - 「ああっ女神さまっ」製作委員会（第1期）→「お助け女神事務所」分室（第2期）→幻獣研究所（特別編）、TBS

#### 主題歌（TVシリーズ）
「OPEN YOUR MIND 〜小さな羽根ひろげて〜」
石田燿子による第1期のオープニングテーマ。作詞は石田燿子、作曲は田中公平、編曲は岸村正実・浜口史郎による。
「願い」（第1話 - 第12話、特別編、第24話）
石田燿子による第1期のエンディングテーマ。作詞は石田燿子、作曲・編曲は多田彰文による。
「WING」（第13話 - 第23話、第25話、第26話）
高橋洋子による第1期のエンディングテーマ。作詞は高橋洋子、作曲・編曲は大森俊之による。
「幸せのいろ」
石田燿子による第2期のオープニングテーマ。作詞は石田燿子、作曲は田中公平、編曲は村瀬恭久による。
「僕らのキセキ」（第1話 - 第11話）
石田燿子による第2期の前期エンディングテーマ。作詞は石田燿子、作曲・編曲は多田彰文による。
前期エンディングの映像は漫画のコマ割りを模して描かれている。また、スタッフクレジットとセリフがかぶるため吹き出しにセリフは書き込まれていないが第11話のみ吹き出しにセリフが書き込まれたものが使用されている。
「恋人同士」（第12話 - 第24話）
樹海による第2期の後期エンディングテーマ。作詞はManami Watanabe、作曲はYoshiaki Dewa、編曲はYoshiaki Dewa・Zentaro Watanabeによる。
「愛の星」
樹海による特別編のオープニングテーマ。作詞はManami Watanabe、作曲・編曲はYoshiaki Dewaによる。
「ハナムケのメロディー」
樹海による特別編のエンディングテーマ。作詞・作曲・編曲はオープニングテーマと同じ。

#### 各話リスト（TVシリーズ）
サブタイトルは「ああっ○○○○っ（?）」で統一されており、TV本放送時は「ああっ」が付されていなかった第1話についても「ああっ」が付いたものに変更されている。下記の各話リストはDVDのサブタイトルに準じている。
第1期
第25話はTBSアニメフェスタ2005にて公開、TBSで2006年9月22日放送。第26話はTBSで2006年9月29日放送。特別編はキッズステーション以外で12話と13話の間に放送された総集編。
第2期
第23話と第24話はDVDに収録。
| 話数                          | サブタイトル                         | 脚本             | 絵コンテ         | 演出                         | 作画監督                     |
| ああっ女神さまっ              | ああっ女神さまっ                     | ああっ女神さまっ | ああっ女神さまっ | ああっ女神さまっ             | ああっ女神さまっ             |
| ----------------------------- | ------------------------------------ | ---------------- | ---------------- | ---------------------------- | ---------------------------- |
| 1                             | ああっキミは女神さまっ?              | 合田浩章         | 合田浩章         | 合田浩章                     | 松原秀典、坂田理             |
| 2                             | ああっ信じる者は救われるっ?          | 渡辺陽           | こでらかつゆき   | 大下弘                       | 清水裕輔                     |
| 3                             | ああっ修行と我が家と女神さまっ       | 渡辺陽           | 野中卓也         | 野中卓也                     | 坂田理                       |
| 4                             | ああっ女王さまと女神さまっ           | 花田十輝         | 木村隆一         | 木村隆一                     | 猪股雅美、小暮昌広           |
| 5                             | ああっひとつ屋根の下でっ             | 日暮茶坊         | 笹島啓一         | 浅井義之                     | 清水裕輔                     |
| 6                             | ああっ掘り出し物に恵ありっ?          | 渡辺陽           | 遠藤広隆         | 遠藤広隆                     | 原修一                       |
| 7                             | ああっ想い伝える場所っ               | 花田十輝         | こでらかつゆき   | 仁昌寺義人                   | 河野悦隆                     |
| 8                             | ああっ偏差値30からの恋愛受験っ       | 日暮茶坊         | こでらかつゆき   | 間取澪                       | 北島信幸、小暮昌広           |
| 9                             | ああっ女王さまと女神のヒミツっ       | 渡辺陽           | 岩田義彦         | 岩田義彦                     | 菱沼祐樹、坂田理             |
| 10                            | ああっ自動車部は勝てますかっ?        | 花田十輝         | こでらかつゆき   | 仁昌寺義人                   | 猪股雅美、村田峻治（メカ）   |
| 11                            | ああっ悪魔が来たりて災い成すっ?      | 日暮茶坊         | 浅井義之         | 浅井義之                     | 清水裕輔                     |
| 12                            | ああっ女神と女王を天秤にかけてっ?    | 渡辺陽           | ユキヒロマツシタ | 岩田義彦                     | 日下部智津子                 |
| 特別編                        | ああっ女神さまっとの交換日記っ?      | 渡辺陽           | -                | 合田浩章、右山章太           | -                            |
| 13                            | ああっお姉さまっは誰のものっ?        | 花田十輝         | 遠藤広隆         | 遠藤広隆                     | 原修一                       |
| 14                            | ああっ対決という名の教育実習っ?      | あおしまたかし   | こでらかつゆき   | 仁昌寺義人                   | 小暮昌広                     |
| 15                            | ああっ女神に心を奪われてっ?          | 日暮茶坊         | 木村隆一         | 木村隆一                     | 菱沼祐樹                     |
| 16                            | ああっ災い来たりて茶柱立つっ?        | あおしまたかし   | 浅井義之         | 浅井義之                     | 村田峻治                     |
| 17                            | ああっ才能と努力って何ですかっ?      | 花田十輝         | こでらかつゆき   | 富田浩章                     | 猪股雅美                     |
| 18                            | ああっ運命の告白は月の下でっ?        | 渡辺陽           | 宮尾佳和         | 遠藤広隆                     | 清水裕輔                     |
| 19                            | ああっそんな瞳で見つめないでっ?      | 日暮茶坊         | こでらかつゆき   | 仁昌寺義人                   | 日下部智津子                 |
| 20                            | ああっ女神を救えっオトコならっ?      | 花田十輝         | 岩田義彦         | 岩田義彦                     | 村田峻治                     |
| 21                            | ああっ憧れは白い翼の天使っ           | あおしまたかし   | こでらかつゆき   | 加藤顕                       | 河野悦隆                     |
| 22                            | ああっ悪魔のささやきは壺と共にっ?    | 日暮茶坊         | 浅井義之         | 浅井義之                     | 原修一、小暮昌広             |
| 23                            | ああっ救世主は笛の音と共にっ?        | 渡辺陽           | 遠藤広隆         | 遠藤広隆                     | 猪股雅美、菱沼祐樹           |
| 24                            | ああっいつもキミと共にっ             | 渡辺陽           | 宮尾佳和         | 楳図薫、仁昌寺義人、合田浩章 | 村田峻治                     |
| 25                            | ああっウルドの小さな恋物語っ         | あおしまたかし   | こでらかつゆき   | あおきえい                   | 日下部智津子                 |
| 26                            | ああっドキドキって大人の味っ?        | 花田十輝         | ほしかわたかふみ | ほしかわたかふみ             | 猪股雅美                     |
| ああっ女神さまっ それぞれの翼 |                                      |                  |                  |                              |                              |
| 1                             | ああっ願いよ もう一度っ              | 合田浩章、渡辺陽 | 合田浩章         | 合田浩章                     | 松原秀典                     |
| 2                             | ああっ悩める復讐の女王さまっ         | あおしまたかし   | 岩田義彦         | 岩田義彦                     | 猪股雅美                     |
| 3                             | ああっ聖夜に捧げるこの想いっ!        | 渡辺陽           | こでらかつゆき   | 山内東生雄                   | 清水裕輔                     |
| 4                             | ああっ世界を幸で満たしたいっ         | あおしまたかし   | こでらかつゆき   | 瀬藤健嗣                     | 小暮昌広                     |
| 5                             | ああっ惹かれあう恋の波長っ           | 日暮茶坊         | こでらかつゆき   | 浅井義之                     | 村田峻治                     |
| 6                             | ああっそれって嫉妬（ジェラシー）っ!? | あおしまたかし   | こでらかつゆき   | 仁昌寺義人                   | 猪股雅美                     |
| 7                             | ああっ貴方の望み叶えますわっ         | 渡辺陽           | 宮尾佳和         | 唐戸光博                     | 松原秀典                     |
| 8                             | ああっあなたの役に立ちたくてっ       | あおしまたかし   | 岩田義彦         | 岩田義彦                     | 小暮昌広                     |
| 9                             | ああっ女神はデートで勝負っ           | 上江洲誠         | こでらかつゆき   | 木村隆一                     | 清水裕輔                     |
| 10                            | ああっそのひとことが言えなくてっ     | 渡辺陽           | こでらかつゆき   | 仁昌寺義人                   | 村田峻治                     |
| 11                            | ああっその手で夢をつかまえてっ       | 花田十輝         | 瀬藤健嗣         | 瀬藤健嗣                     | 猪股雅美、村田峻治（メカ）   |
| 12                            | ああっ女神の涙と彼の夢っ             | 上江洲誠         | 浅井義之         | 浅井義之                     | 村田峻治                     |
| 13                            | ああっ目覚めてっ! その気持ちっ       | 花田十輝         | 木村隆一         | 木村隆一                     | 小暮昌広                     |
| 14                            | ああっ愛しき私のキューピッドっ       | 花田十輝         | ほしかわたかふみ | ほしかわたかふみ             | 奥田淳                       |
| 15                            | ああっ女神と悪魔の私っ?              | 渡辺陽           | 岩田義彦         | 岩田義彦                     | 清水裕輔                     |
| 16                            | ああっ闇を恐れず輝いてっ             | 渡辺陽           | 宮尾佳和         | 遠藤広隆                     | 猪股雅美                     |
| 17                            | ああっ大魔界長さまっ降臨っ           | あおしまたかし   | こでらかつゆき   | 瀬藤健嗣                     | 村田峻治                     |
| 18                            | ああっ魔属の威信はありますかっ?      | 花田十輝         | こでらかつゆき   | 仁昌寺義人                   | Shuzilow.HA                  |
| 19                            | ああっ女神の愛はシノビを救うっ       | 上江洲誠         | 浅井義之         | 浅井義之                     | 小暮昌広                     |
| 20                            | ああっどんな場所でも二人ならっ       | 渡辺陽           | 岩田義彦         | 岩田義彦                     | 村田峻治                     |
| 21                            | ああっ私が魔属でもいいですかっ?      | 上江洲誠         | 遠藤広隆         | 遠藤広隆                     | 清水裕輔                     |
| 22                            | ああっ女神の告白っ                   | 花田十輝         | 木村隆一         | 合田浩章                     | 猪股雅美                     |
| 23                            | ああっそれぞれの運命っ               | あおしまたかし   | 瀬藤健嗣         | 瀬藤健嗣                     | 松原秀典、合田浩章、猪股雅美 |
| 24                            | ああっ好きは心を揺さぶる歌っ         | 渡辺陽           | 合田浩章         | 合田浩章                     | 合田浩章                     |
| ああっ女神さまっ 闘う翼       |                                      |                  |                  |                              |                              |
| 1                             | ああっ片翼の天使降臨っ               | 渡辺陽           | 合田浩章         | 合田浩章                     | 猪股雅美                     |
| 2                             | ああっ悦びを二人で共にっ             | 渡辺陽           | 合田浩章         | 合田浩章                     | 原修一、大杉尚広             |

#### 放送局（TVシリーズ）
| 放送局             | 放送期間                                      | 放送日時                          | 放送系列       | 備考                 |
| 第1期              | 第1期                                         | 第1期                             | 第1期          | 第1期                |
| ------------------ | --------------------------------------------- | --------------------------------- | -------------- | -------------------- |
| 東京放送           | 2005年1月6日 - 7月7日                         | 金曜 1:55 - 2:25（木曜深夜）      | TBS系列        | 製作局               |
| TBSチャンネル      | 2005年1月12日 - 7月13日                       | 木曜 21:30 - 22:00                | CS放送         |                      |
| 北海道放送         | 2005年1月16日 - 3月27日 2005年4月2日 - 7月9日 | 日曜 6:00 - 6:30 土曜 6:00 - 6:30 | TBS系列        |                      |
| キッズステーション | 2005年4月12日 - 9月20日                       | 水曜 0:00 - 0:30（火曜深夜）      | CS放送         | リピート放送あり     |
| BS-i               | 2005年10月13日 - 2006年4月13日                | 金曜 0:30 - 1:00（木曜深夜）      | TBS系列 BS放送 | 16:9放送             |
| 第2期              |                                               |                                   |                |                      |
| 東京放送           | 2006年4月6日 - 9月14日                        | 金曜 1:55 - 2:25（木曜深夜）      | TBS系列        | 8月17日・24日は休止  |
| 毎日放送           | 2006年4月22日 - 9月30日                       | 日曜 2:25 - 2:55（土曜深夜）      | TBS系列        | アニメシャワー 第2部 |
| BS-i               | 2006年4月27日 - 9月28日                       | 金曜 1:00 - 1:30（木曜深夜）      | TBS系列 BS放送 | 16:9放送             |
| 特別編             |                                               |                                   |                |                      |
| 東京放送           | 2007年12月8日                                 | 日曜 3:40 - 4:40（土曜深夜）      | TBS系列        | 製作局 関東広域圏    |
| BS-i               | 2007年12月13日・12月20日                      | 金曜 1:30 - 2:00（木曜深夜）      | TBS系列 BS放送 | 日本全域             |

| TBS 金曜 1:55 - 2:25（木曜深夜）      | TBS 金曜 1:55 - 2:25（木曜深夜） | TBS 金曜 1:55 - 2:25（木曜深夜） |
| 前番組                                | 番組名                           | 次番組                           |
| ------------------------------------- | -------------------------------- | -------------------------------- |
| ローゼンメイデン                      | ああっ女神さまっ                 | 苺ましまろ                       |
| アニアニランド （びんちょうタン/REC） | ああっ女神さまっ それぞれの翼    | あさっての方向。                 |

### 講談社OAD
講談社限定版企画として、2011年2月23日発売のコミックス第42巻限定版および、2011年9月22日発売のコミックス第43巻限定版、2013年8月23日発売コミックス第46巻限定版同梱のOVA作品。原作にない完全オリジナルストーリー。

#### ストーリー（OAD）
ああっ女神さまっ いつも二人で
以前2人で行った思い出の遊園地「富津遊園地」が閉園となるため、最終日にその遊園地に訪れることにした螢一とベルダンディー。デートに浮かれるベルダンディーは無意識に幸福エネルギーを振りまいてしまう。遊園地の遊具達を労いつつ楽しむ2人だが、その幸福エネルギーの異常放出の裏にはヒルドの計画があった。
ああっ女神さまっ ハンターズ&ハンターズ
突如他力本願寺に押しかけてきた双子の新米女神、エイルとサーガは、ベルダンディーにシオヒ狩り大会での勝負を挑んできた。潮干狩りだと思っていた螢一は軽い気持ちで協力を申し出るが、シオヒとはモンスターのような姿に実体化させたユグドラシルシステムのバグのことだった。
ああっ女神さまっ DIVE! LIVE! LOVE!
お助け女神事務所に就任したエイルとサーガにとって地上界に住む者の願いをかなえる初めての電話を受けたが、若い2人では対応しきれず、ベルダンディーに助けを求め、ベルダンディーがある男子高校生の恋の願いをかなえることになる。しかし、螢一と考えた作戦はなかなか実を結ばず遂にはウルドやスクルドも巻き込んでバンドを組むことになる。

#### スタッフ（OAD）
- 監督 - 合田浩章
- 脚本 - 待田堂子
- キャラクターデザイン - 松原秀典
- ゲストキャラクターデザイン - 猪股雅美（3）
- 美術監督 - 宮本実生
- 色彩監督 - 松山愛子
- 撮影監督 - 荻原猛夫
- 編集 - 右山章太
- 音楽 - 浜口史郎
- 音響監督 - 岩浪美和
- プロデューサー - 角谷謙二、鈴木直之、槙本裕紀（1）、山中玲奈（2、3）、高橋正敏（3）、
- アニメーション制作 - AIC
- アニメーション制作協力 - APPP
- 製作 - 講談社、バンダイビジュアル

#### 主題歌（OAD）
「everlasting」
fripSideによる主題歌。作詞はSatoshi Yaginuma・yuki-ka、作曲・編曲はSatoshi Yaginumaによる。
「THIS LOVE」
ベルダンディーを演じる井上喜久子による挿入歌。作詞・作曲はイイジマケン、編曲はイイジマケン・浜田ピエール裕介による。
CDではベルダンディーmixの他、三女神mix、ウルドmix、スクルドmixも収録。

#### 各巻リスト（OAD）
| 収録巻数 | 話数  | タイトル              | 脚本     | 絵コンテ | 演出     | 総作画監督 | 作画監督                   |
| -------- | ----- | --------------------- | -------- | -------- | -------- | ---------- | -------------------------- |
| 第42巻   | 第1話 | いつも二人で          | 待田堂子 | 小寺勝之 | 木村隆一 |            | 石井ゆみこ、野道佳代       |
| 第43巻   | 第2話 | ハンターズ&ハンターズ | 待田堂子 | 島津裕行 | 合田浩章 | 猪股雅美   | 立川聖治、諸石美雪         |
| 第46巻   | 第3話 | DIVE! LIVE! LOVE!     | 待田堂子 | 合田浩章 | 合田浩章 | 猪股雅美   | 立川聖治、鈴木勇、諸石美雪 |

#### WEBラジオ（OAD）
『井上喜久子のああっ女神さまっRADIO』
公式ウェブサイトおよびニコニコ動画で配信されたOVA販促のインターネットラジオ。パーソナリティーは井上喜久子、アシスタントはささきのぞみ。
2010年11月25日第0回配信。2010年12月10日第1回配信、ゲストは久川綾。2010年12月24日第2回配信、ゲストは冬馬由美。2011年1月10日第3回配信。2011年1月24日第4回配信。2011年2月10日第5回配信。2011年2月25日第6回最終回配信。

## ドラマCD
- ［アルバム］ああっ女神さまっ（1991年3月13日発売、MECH-30005）※メルダック版イメージドラマCD。アニメ化以前の企画であり、このCDのみメインキャラクターを演じる声優が異なる。
  - ベルダンディー - 日高のり子
  - 森里螢一 - 山口勝平
  - ウルド - 松井菜桜子
  - 恵 - 横山智佐
  - 田宮 - 塩屋浩三
  - ナレーション - 堀内賢雄

### スタッフ（ドラマCD）
- サウンドプロデューサー - 長岡成貢

### 収録内容
1. 鏡をぬけて（歌：山口勝平/作詞：谷亜ヒロコ/作曲・編曲：長岡成貢）
2. ドラマPart1
3. キャンパス・アイドルは女神さま
4. ドラマPart2
5. 突っ走る自動車部
6. ドラマPart3
7. ま〜〜〜かせなさ〜〜〜いっっっ（歌：松井菜桜子/作詞：谷亜ヒロコ/セリフ：藤島康介/作曲：杉村雅祥/編曲：長岡成貢）
8. ドラマPart4
9. ラッキー・スターはどこに?
10. ドラマPart5
11. 精霊たちよ
12. ドラマPart6
13. 女神さまのいる町
14. ドラマPart7
15. いつまでもここにいます（歌：日高のり子/作詞：谷亜ヒロコ/作曲：杉村雅祥/編曲：長岡成貢）
16. ドラマPart8
17. AH! MY GODDESS（歌：日高のり子、松井菜桜子、横山智佐/作詞：谷亜ヒロコ/作曲・編曲：長岡成貢）

## ゲーム

### ビデオゲーム
- ああっ女神さまっ
  - AIC・スタジオオルフェ製作のPC98シリーズ対応アドベンチャーゲーム。1993年3月20日バンプレストより発売。スタッフには千葉智宏、黒田洋介（共にシナリオ）、倉田英之（マニュアル作成）などが参加。その後、Windows 95専用ソフトとしても発売された[32]（ボイスも一部追加となっており、キャストはOVA版と同じ）。Windows 95版は、インプレスのPC Watchのパソコン用ゲームソフト売れ筋ランキング（調査期間：1997年2月1日〜2月28日 調査協力：ソフマップ）で1位を獲得した[32]。
  - 1997年12月12日にPC-FX移植版発売。OVAのキャストによる音声が追加された。このうち森里螢一はセリフの無いプレイヤーキャラのため、音声は収録されていない。
- クイズ ああっ女神さまっ 〜闘う翼とともに〜
  - セガ製作の業務用クイズゲーム。2000年6月稼動開始。開発はワウ・エンターテイメント。原作のイメージと変わることのない姿で3Dグラフィックスとなり、藤島康介描き下ろしの新キャラクターが追加されている。ゲームストーリーは猫実工に突然出現した謎の結界を、ベルダンディーたち女神さまと協力しあって取り払っていくというもの。クイズは四択の早押し形式で、設問は様々なジャンルから約5000問が用意されている。[33]
  - セガよりドリームキャスト移植版が2000年11月30日に発売。問題総数は6000問に増量。イベントはフルボイス化され、新しいイベントが追加された。シナリオは藤島康介が監修している[34]。
- ああっ女神さまっ
  - マーベラスインタラクティブよりPlayStation 2対応3Dアクション・アドベンチャーゲームとして2007年2月22日発売。
- その他PCエンジン（メサイヤ）やスーパーファミコン（KSS）でも発売予定の作品があったが、長年に渡り発売延期を繰り返し、結局製作中止となった。特にスーパーファミコン版は『ファミ通』などの新作発売予定表リストに、この作品だけが発売未定のまま載り続けていたため、一時期発売延期ソフトの代名詞になっていた[35]。

### モバイルゲーム
- ああっ女神さまっ
  - 講談社モバイルコンテンツで会員が利用可能のクイズゲーム[36]。正解者に画像、また正解率によっては女神さまからメールが届く。
- ああっ女神さまっ パズル
  - 講談社モバイルコンテンツで会員が利用可能のパズルゲーム[37]。キャラクターはベルダンディのみ。

### カードゲーム
- ああっ女神さまっカードゲーム〜星に願いを〜
  - ムービックより発売。
- ああっ女神さまwith逮捕しちゃうぞTCG
  - アッパーデックジャパンより第1弾が2009年3月27日に発売[38]、第2弾が2009年7月30日に発売。カードに使われるイラストは、すべて藤島が手がけ、新規の描き下ろしイラストもあった[38]。『逮捕しちゃうぞ』との混合のトレーディングカードゲーム。

## パチンコ・パチスロ
- パチンコ - CRああっ女神さまっ（2011年、Sansei R&D）
- パチスロ - パチスロああっ女神さまっ（2015年、ディ・ライト）

## プラモデル
九州J7W1 十八試 局地戦闘機「震電」
1/72スケール、(株)長谷川製作所 1996年発売。Chapt.24「空飛ぶ自動車部」話中で、猫実工大敷地内の地中から発掘され、自動車部の手で大空を飛行する幻のインターセプター（邀撃機）、海軍十八試 局地戦闘機「震電」のスケールモデルである。『ああっ女神さまっ』第4巻単行本カバー絵がそのままボックスアートとなっており、作中登場デザインのデカールも付属、講談社の版権証紙も貼られた、極めて趣味的なキャラクター商品である。
カラーリングは原作の掲載当時、F1グランプリで活躍していたティレル・019のそれに準じているが、作中でははっきりと読み取ることのできない「日本信販」のスポンサーロゴが同商品に付属のデカールでははっきりと判読できる。
このスポンサーロゴと猫実工大自動車部（NITMCC）ロゴのみ、1/48・1/32スケール用のものがおまけとしてデカールに印刷されていたが、後に1/48スケールでも同仕様のキットが発売された。